# Classe Los Angeles
A  Classe Los Angeles é uma classe de submarinos nucleares que forma a espinha dorsal da frota de submarinos da marinha de guerra dos Estados Unidos. Também conhecida como classe 688, 62 submarinos foram construídos de 1972 a 1996. O submarino líder, USS Los Angeles (SSN-688), foi lançado em 1972 e comissionado pela Marinha dos EUA em 1976. O ultimo submarino, USS Cheyenne (SSN-773), foi comissionado em 1996. Esta é a classe de submarinos com a maior quantidade de unidades construídas a serviço de qualquer marinha moderna.
A última variante, contando com 23 embarcações, foram construídos para serem maiores e mais furtivos do que seus predecessores, com um sistema de sensores e armas mais avançado. Estes submarinos também foram projetados para navegar por longa duração abaixo das calotas polares.
Nove submarinos da classe Los Angeles foram implantados durante a Guerra do Golfo de 1991, durante a qual mísseis de cruzeiro Tomahawk foram lançados de dois deles.

## Nome
Os submarinos desta classe têm nomes de vilas e cidades americanas, como Albany, Nova Iorque; Los Angeles, Califórnia; e Tucson, Arizona, com exceção do USS  Hyman G. Rickover, nomeado em homenagem ao "pai da Marinha nuclear". Esta foi uma mudança em relação aos nomes tradicionais dos submarinos de ataque com nomes de animais marinhos, como o USS  Seawolf ou o USS  Shark. A resposta de Rickover à decisão de nomear os submarinos com nomes de cidades (e ocasionalmente de políticos influentes em questões de defesa) foi que "Os peixes não votam".

## Desenvolvimento
No final da década de 1960, os avanços da União Soviética na tecnologia submarina ameaçaram cada vez mais a capacidade de sobrevivência dos grupos de batalha de porta-aviões da Marinha dos EUA (USN). Os submarinos soviéticos de ataque tornaram-se capazes de acompanhar os grupos de porta-aviões, enquanto os seus submarinos de mísseis mais recentes poderiam potencialmente sobrecarregar as defesas do grupo com mísseis. O desenvolvimento da Classe Los Angeles começou em 1967 como uma resposta. A classe originalmente tinha essencialmente as mesmas armas e sensores do submarino da Classe Sturgeon anterior , mas era aproximadamente 50% maior com "grandes melhorias" em furtividade e velocidade para que eles também pudessem acompanhar os grupos de batalha de porta-aviões.
Os submarinos da classe Los Angeles foram construídos em três versões sucessivas: 
| Versão | Números da flâmula | Datas solicitadas | Atualizações |
| ------ | ------------------ | ----------------- | --- |
| I      | SSNs 688–718       | 1971–1977         | N / D |
| II     | SSN 719–750        | 1977–1982         | 12 tubos de lançamento verticais para mísseis de cruzeiro Tomahawk e um núcleo de reator atualizado.                                                  |
| III    | SSNs 751–773       | 1982–1989         | "688i" (para Melhorado): Conjunto de sonar BSY-1 avançado e mais silencioso, com capacidade de colocar minas e configurado para operações sob o gelo. |

## Projeto

Versão II

Versão III

Em 1982, após a construção de 31 barcos, a classe passou por uma pequena reformulação. Os oito seguintes que compuseram a segunda "versão" de submarinos tinham 12 novos tubos de lançamento verticais que podiam disparar mísseis Tomahawk. Os últimos 23 tiveram uma atualização significativa com o programa de melhorias do 688i. Esses submarinos são mais silenciosos, com eletrônicos, sensores e tecnologia de redução de ruído mais avançados. Outros quatro barcos foram propostos pela USN, mas posteriormente cancelados.

### Capacidades

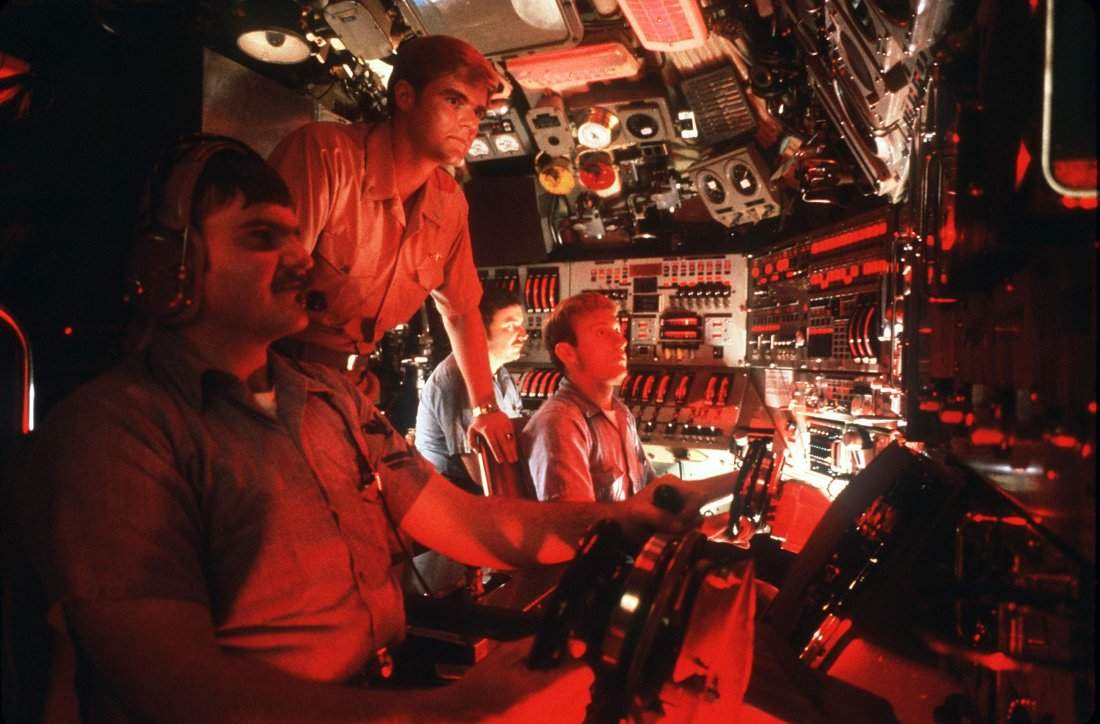
Tripulantes monitoram consoles na estação de mergulho a bordo de um submarino da classe Los Angeles

De acordo com o Departamento de Defesa dos EUA, a velocidade máxima dos submarinos da classe Los Angeles é superior a 25 nós (46 km/h; 29 mph), embora o máximo real seja classificado. 
A profundidade operacional máxima da classe Los Angeles é estimada em 600 metros.
Os primeiros barcos da Marinha dos EUA a receber o complexo ASBU, AN/BSY-1.

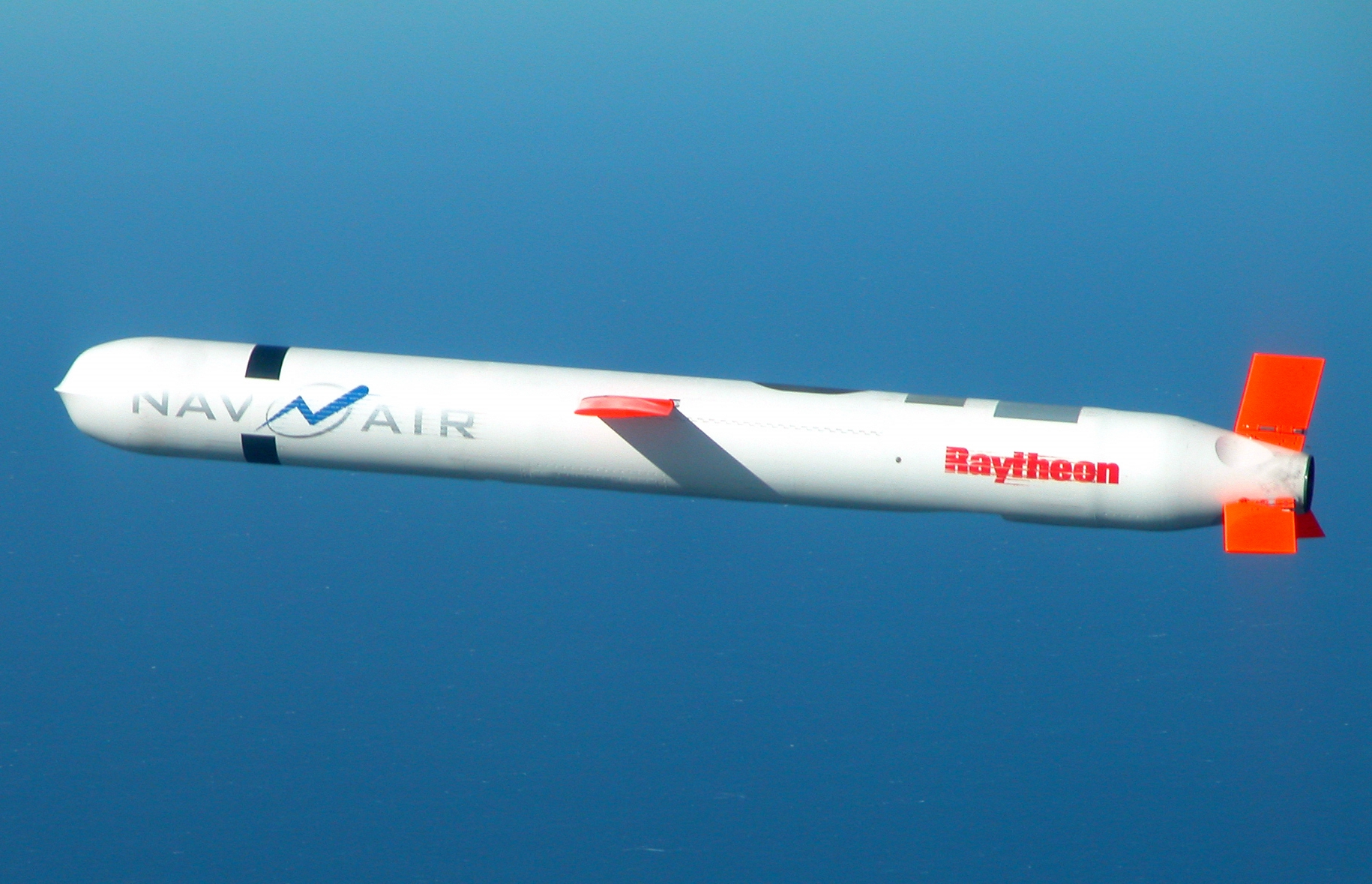
Míssil de cruzeiro Tomahawk

### Armas de mísseis
Os submarinos da classe Los Angeles construídos depois de 1982 estão equipados com 12 lançadores verticais para mísseis de cruzeiro. Os submarinos nucleares estão equipados com o sistema de combate CCS Mark 2. Os submarinos estão equipados com um sistema de dados de combate Raytheon CCS Mark 2. Este foi substituído por um desenvolvimento adicional, o Raytheon AN/BYG-1 Combat Control System, também instalado nas classe Virginia e classe Seawolf e nos submarinos australianos da classe Collins. 

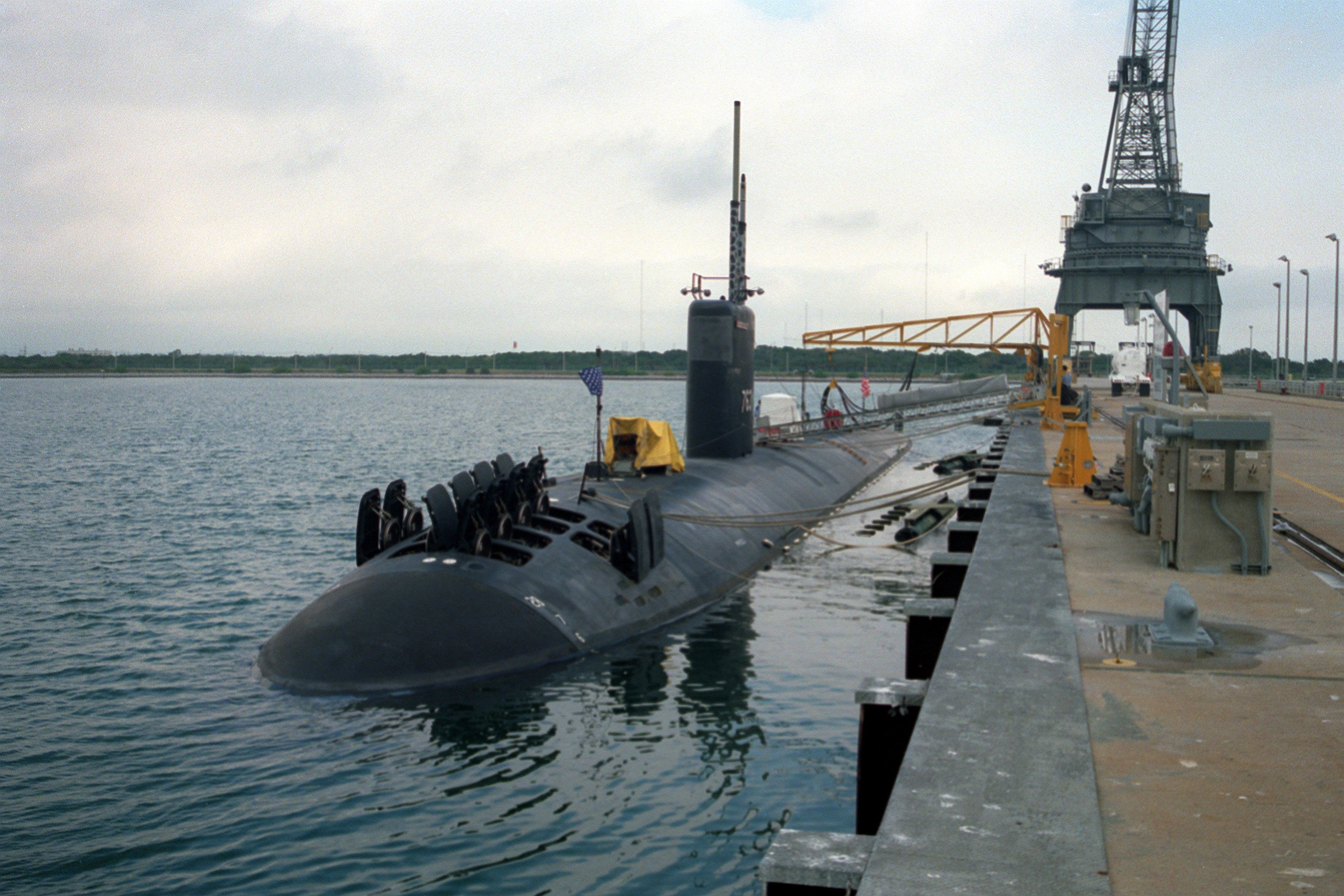
Uma vista da proa a bombordo da seção dianteira do USS Santa Fe amarrado no cais em fevereiro de 1994: As portas do sistema de lançamento vertical Mark 36 para os mísseis Tomahawk estão na posição "aberta".

O armamento de mísseis consiste em lançadores de mísseis Tomahawk em variantes para atacar alvos terrestres e de superfície. Em 1991, 3/4 dos submarinos da classe Los Angeles estavam armados com mísseis Tomahawk. A capacidade de lançar mísseis antinavio através de tubos de torpedo foi mantida. O lançador de mísseis Tomahawk, na versão para ataque a alvos costeiros, tem alcance de 2.500 km (com ogiva nuclear) e 1.600 km com ogiva convencional. O sistema TAINS (Tercom Aided Inertial Navigation System - Sistema de navegação inercial semiautomático " Tercom ") controla o vôo do míssilaté o alvo em velocidade subsônica a uma altitude de 20 a 100 m. O Tomahawk pode ser equipado com uma ogiva nuclear. A versão antinavio do lançador de mísseis Tomahawk está equipada com um sistema de orientação inercial, bem como um cabeçote anti-radar ativo, o alcance de lançamento é de até 450 km.
Os submarinos da classe Los Angeles construídos desde 1982 estão equipados com um sistema de mísseis de lançamento vertical com doze tubos de lançamento. 

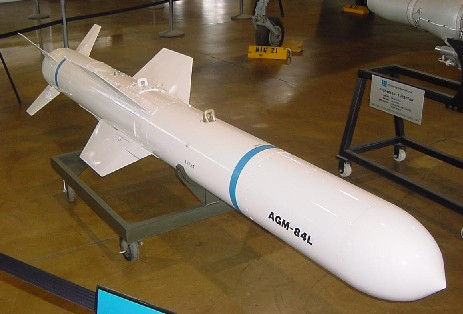
Míssil antinavio AGM-84 Harpoon

O primeiro lançamento subaquático do novo míssil Raytheon Tactical Tomahawk Bloco IV com uma ogiva ativa ocorreu no USS Tucson (SSN 770) em julho de 2003. O Bloco IV inclui um link de satélite bidirecional que permite a reprogramação do míssil em vôo e transmissão de batalha Imagens de indicação de danos (BDI). O míssil entrou em serviço nos navios de superfície da USN em setembro de 2004.
Os submarinos nuclear da classe Los Angeles também possuem o míssil antinavio Harpoon. O sistema de mísseis são modificados para submarinos, eles são equipados com uma cabeça de radar ativa e possui uma ogiva de 225 kg. O alcance é de 130 km em velocidade é alta subsônica. 
Os últimos 31 barcos desta classe (Flight II e Flight III/688i) também possuem 12 tubos de sistema de lançamento vertical dedicados para lançamento de Tomahawks.

#### Torpedos

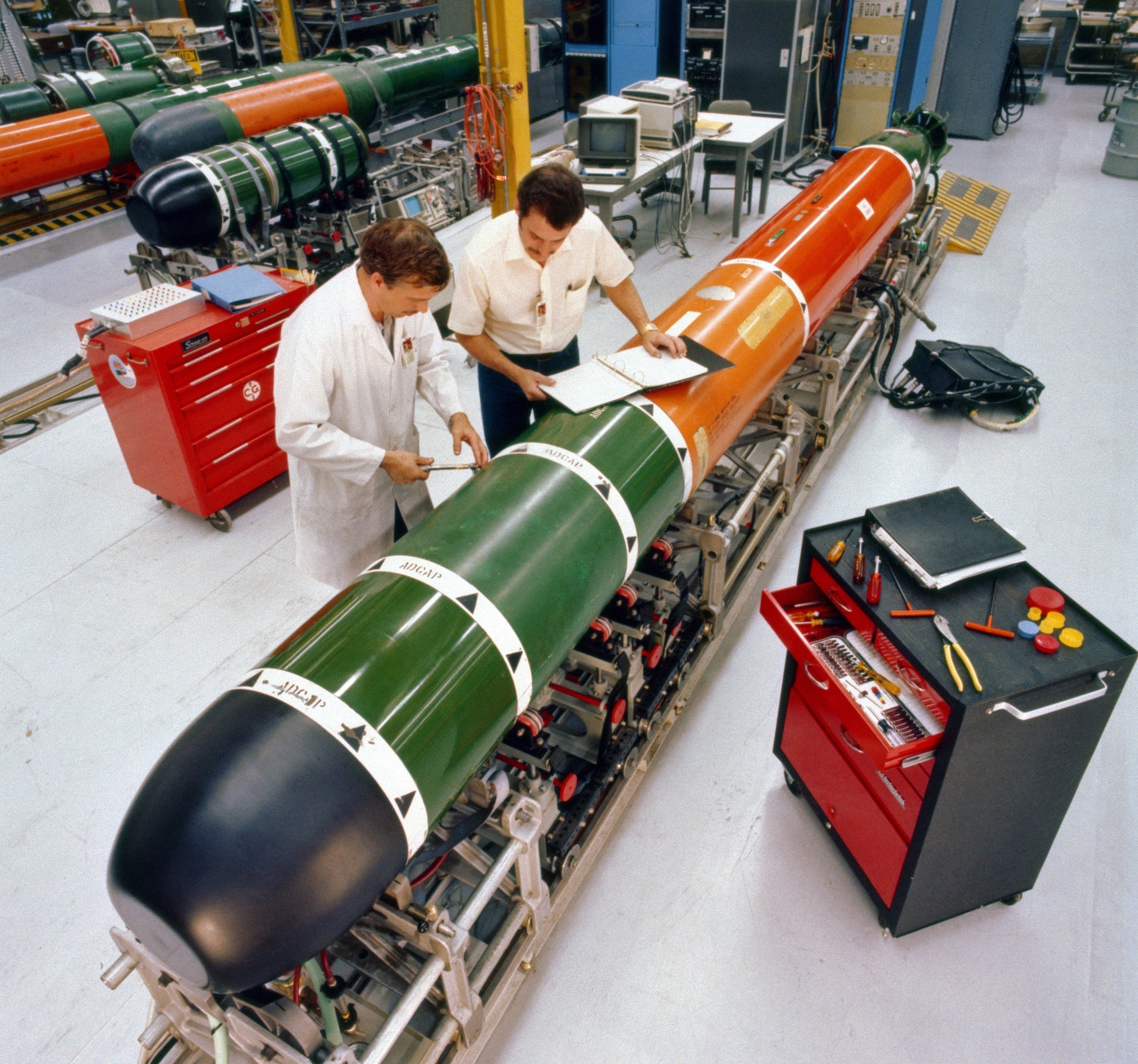
Torpedo Mk 48

Os submarinos nucleares da classe Los Angeles possuem quatro tubos de torpedo de 533 mm localizados na parte central do casco e permitindo disparos a toda velocidade, além do sistema de controle de disparo de torpedos Mark 113, começando pelo SSN-700 - Mark 117. A capacidade de munição inclui 26 torpedos ou mísseis lançados a partir de tubos de torpedo, incluindo mísseis Tomahawk., mísseis antinavio Harpoon e torpedos Mark 48 ADCAP. Os torpedos Gould Mark 48 são projetados para destruir alvos de superfície e submarinos de alta velocidade. O torpedo é controlado com e sem transmissão de comandos via fio e utiliza um sistema de retorno ativo e passivo. Além disso, esses torpedos são equipados com um sistema de ataque múltiplo, que é utilizado quando o alvo é perdido. O torpedo procura, captura e ataca o alvo.
O submarino de Los Angeles também podem usar minas Mobile Mark 67 e Captor Mark 60.

### Sistemas de controle
Ao longo de quase 40 anos, o conjunto de controles da classe mudou drasticamente. A classe foi originalmente equipada com o sistema de controle de fogo Mk 113 mod 10, também conhecido como programa de exibição Pargo. O Mk 113 roda em um computador UYK-7.
O Mk 117 FCS, o primeiro sistema de controle de fogo "totalmente digital ", substituiu o Mk 113. O Mk 117 transferiu as funções do diretor de ataque analógico do Mk 75 para o UYK-7, e os consoles de controle de armas digitais do Mk 81, removendo o duas conversões analógicas e permitindo controle "totalmente digital" do controle digital Mk 48. O primeiro submarino 688 a ser construído com o Mk 117 foi o USS Dallas (SSN-700).
O Sistema de Controle de Combate Mark 1/Centro de Ataque Totalmente Digital substituiu o Mk 117 FCS, no qual foi baseado. O Mk 1 CCS foi construído pela Lockheed Martin, e deu à classe a capacidade de disparar mísseis Tomahawk. O modelo de rastreador interno CSS fornece processamento para rastreadores de matriz rebocada e de matriz esférica. Rastreadores são seguidores de sinais que geram relatórios de direção, ângulo de chegada e frequência com base nas informações recebidas por um sensor acústico. Ele incorporou o Gyro Static Navigator ao sistema em substituição ao DMINS da classe 688 anterior.
O Mk 1 CCS foi substituído pelo Mk 2, que foi construído pela Raytheon. O Mk 2 fornece capacidade de lançamento vertical Tomahawk Block III, bem como melhorias solicitadas pela frota para o torpedo Mk 48 ADCAP e a operabilidade do Towed Array Target Motion Analysis. O CCS Mk 2 emparelhado com o sistema AN/BQQ-5E é referido como sistema QE-2". A arquitetura do sistema CCS MK2 Bloco 1 A/B estende o sistema tático CCS MK2 com uma rede de computadores táticos avançados (TAC- 3) Esses TAC-3s são configurados para suportar os subsistemas SFMPL, NTCS-A, LINK-11 e ATWCS.

### Sonares

#### AN/BQQ-5
O conjunto de sensores AN/BQQ-5 consiste no conjunto de sonar esférico AN/BQS-13 e no computador AN/UYK-44. O AN/BQQ-5 foi desenvolvido a partir do sistema de sonar AN/BQQ-2. Os arranjos esféricos BQS 11, 12 e 13 possuem 1.241 transdutores. Também estão equipados um conjunto de casco conformado com 104 a 156 hidrofones e dois conjuntos rebocados: o TB-12 (posteriormente substituído pelo TB-16) e o TB-23 ou TB-29, dos quais existem múltiplas variantes. Existem cinco versões do sistema AN/BQQ-5, identificadas sequencialmente pelas letras A – E.
A subclasse 688i (Melhorado) foi inicialmente equipada com o sistema de combate avançado submarino AN/BSY-1 SUBACS que usava um sistema de sensor AN/BQQ-5E com computadores e equipamentos de interface atualizados. O desenvolvimento do AN/BSY-1 e de seu irmão, o AN/BSY-2 para a classe Seawolf, foi amplamente divulgado como um dos programas mais problemáticos para a Marinha dos Estados Unidos, seu custo e cronograma sofrendo muitos contratempos.
Uma série de hidrofones passivos conformados são montados em cada lado do casco, usando o processador interno AN/BQR-24. O sistema usa FLIT (rastreamento de integração de linha de frequência), que se concentra em frequências sonoras precisas de banda estreita e, usando o princípio Doppler, pode fornecer soluções de disparo com precisão contra submarinos muito silenciosos. O conjunto de casco do AN/BQQ-5 dobrou o desempenho de seus antecessores.

##### AN/BQQ-10
O sistema AN/BQQ-5 foi substituído pelo sistema AN/BQQ-10. A inserção rápida comercial pronta para uso acústico (A-RCI), designada AN/BQQ-10, é um programa de quatro fases para transformar sistemas de sonar submarinos existentes (AN/BSY-1, AN/BQQ-5 e AN/ BQQ-6) de sistemas legados para uma COTS/Arquitetura de Sistema Aberto (OSA) mais capaz e flexível e também fornecer à força submarina um sistema de sonar comum. Um único processador multiuso (MPP) A-RCI tem tanto poder de computação quanto toda a frota de submarinos de Los Angeles (SSN-688/688I) combinada e permitirá o desenvolvimento e uso de algoritmos complexos que antes estavam fora do alcance dos processadores legados. O uso de tecnologias e sistemas COTS/OSA permitirá rápidas atualizações periódicas de software e hardware. Os processadores baseados em COTS permitirão o crescimento da potência do computador a uma taxa proporcional à indústria comercial.

### Equipamento de guerra eletrônica
As capacidades de guerra eletrônica do submarino de Los Angeles incluem o sistema de busca BRD-7, os sistemas de detecção WLR-1H e WLR-8(v)2 e o sistema de detecção de radar WLR-10. O sistema de detecção acústica e contramedidas AN/WLY-1 está sendo testado para substituir o sistema de detecção acústica WLR-9A/12 existente. O submarino está equipado com um sistema de armadilha para torpedos Mark 2.

### Engenharia e sistemas auxiliares

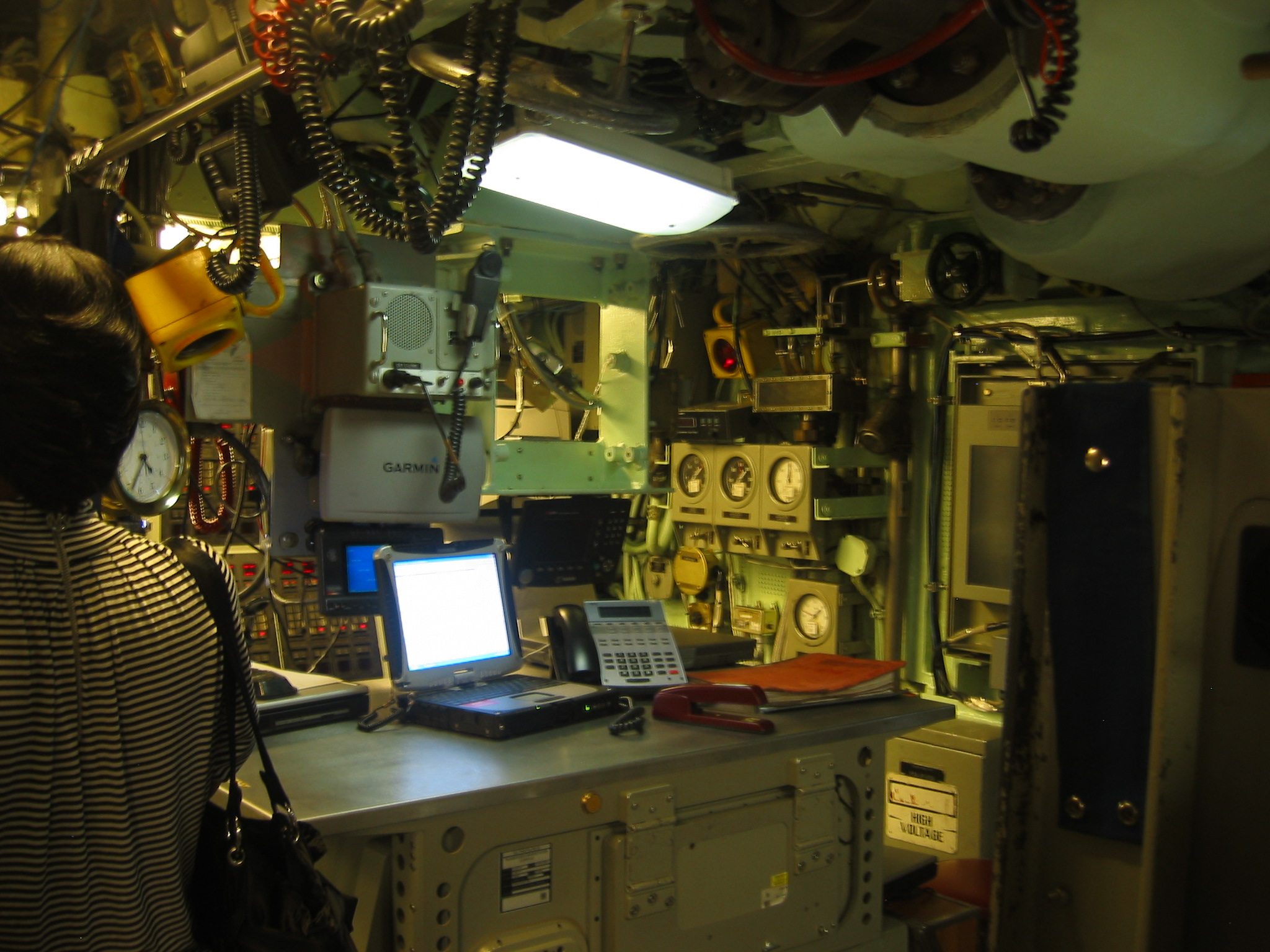
A extremidade traseira da sala de controle do USS Jefferson City (USN-759) em junho de 2009

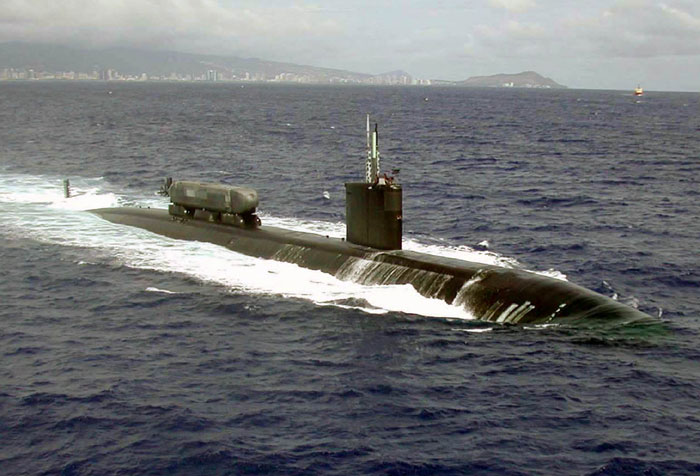
USS Greeneville (SSN-772) com um ASDS anexado

Dois compartimentos estanques são usados nos submarinos da classe Los Angeles. O compartimento dianteiro contém espaços de convivência da tripulação, espaços de manuseio de armas e espaços de controle não críticos para a recuperação da propulsão. O compartimento traseiro contém a maior parte dos sistemas de engenharia do submarino, turbinas de geração de energia e equipamentos de produção de água. Alguns submarinos da classe são capazes de entregar Navy SEALs por meio de um veículo de entrega SEAL implantado no abrigo de convés seco ou do sistema avançado de entrega SEAL montado no lado dorsal, embora este último tenha sido cancelado em 2006 e retirado de serviço em 2009. Uma variedade de dispositivos de controle atmosférico são usados para permitir que a embarcação permaneça submersa por longos períodos de tempo sem ventilação, incluindo um gerador eletrolítico de oxigênio, que produz oxigênio para a tripulação e hidrogênio como subproduto. O hidrogênio é bombeado ao mar, mas há sempre risco de incêndio ou explosão nesse processo. 
Enquanto estiver na superfície ou na profundidade do snorkel, o submarino pode usar o gerador diesel auxiliar ou de emergência do submarino para energia ou ventilação  (por exemplo, após um incêndio). O motor diesel da classe 688 pode ser acionado rapidamente por ar comprimido durante emergências ou para evacuar gases nocivos (não voláteis ) do barco, embora a 'ventilação' exija o levantamento de um mastro de snorkel. Durante situações não emergenciais, as restrições de projeto exigem que os operadores permitam que o motor atinja temperaturas normais de operação antes de ser capaz de produzir potência total, um processo que pode levar de 20 a 30 minutos. No entanto, o gerador a diesel pode ser imediatamente carregado com 100% da potência, apesar das precauções dos critérios de projeto, a critério do comandante do submarino, por recomendação do engenheiro do submarino, se a necessidade ditar tais ações para: (a) restaurar a energia elétrica ao submarino, (b) evitar a ocorrência ou escalada de um incidente no reator, ou (c) proteger a vida da tripulação ou de outras pessoas, conforme determinado pelo oficial comandante. 

### Propulsão

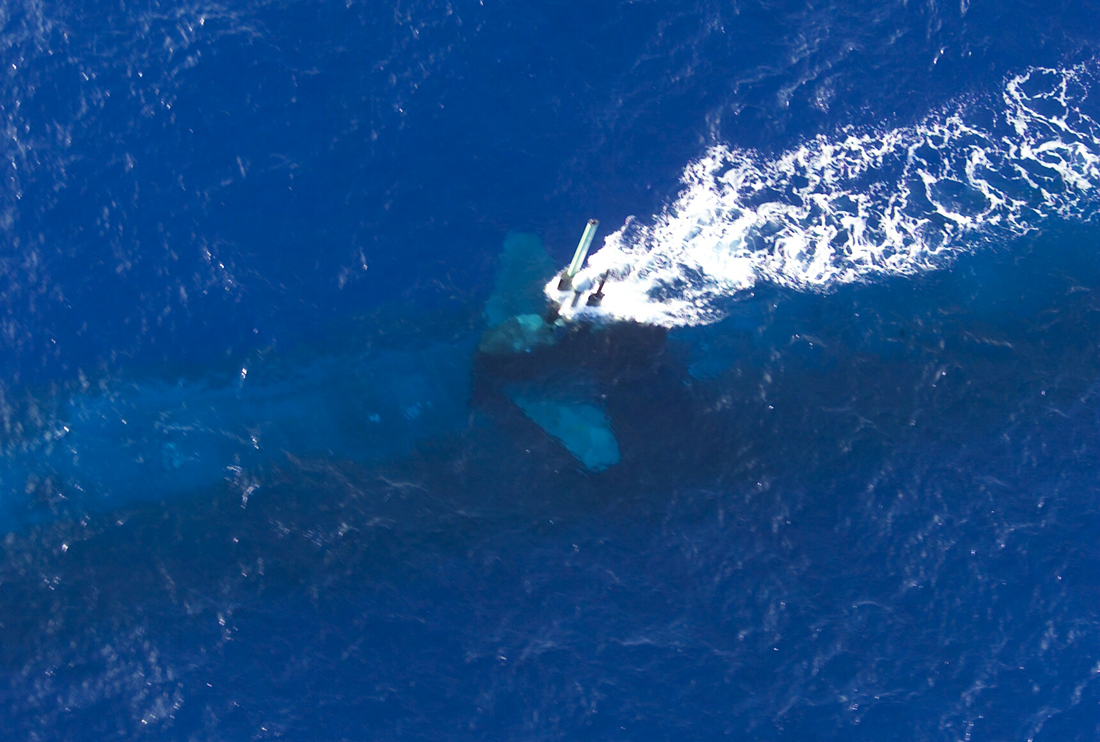
USS Key West (SSN-722) submerso na profundidade do periscópio na costa de Honolulu, Havaí, em julho de 2004

A classe Los Angeles é alimentada pelo reator de água pressurizada General Electric S6G. A água quente do refrigerante do reator aquece a água nos geradores de vapor, produzindo vapor para alimentar as turbinas de propulsão e os geradores de turbina de serviço do navio (SSTGs), que geram a energia elétrica do submarino. As turbinas de propulsão de alta velocidade acionam o eixo e a hélice através de uma engrenagem de redução. No caso de acidente na usina do reator, o submarino conta com gerador a diesel e banco de baterias para fornecer energia elétrica. Um motor de propulsão de emergência na linha do eixo ou um motor de propulsão secundário retrátil de 325 HP alimenta o submarino a partir da bateria ou do gerador a diesel.
A planta do reator S6G foi originalmente projetada para usar o núcleo D1G-2, semelhante ao reator D2G usado no cruzador de mísseis guiados. O núcleo D1G-2 tinha potência térmica nominal de 150 MW e as turbinas tinham potência nominal de 30.000 shp. Todos os submarinos da classe Los Angeles em diante foram construídos com núcleo D2W e os submarinos mais antigos com núcleos D1G-2 foram reabastecidos com núcleos D2W. O núcleo D2W tem potência nominal de 165 MW e a potência da turbina aumentou para aproximadamente 33.500 shp.

## Submarinos da classe
| Resumo do status                               | Contar |
| ---------------------------------------------- | ------ |
| Ativo                                          | 24     |
| Ativo (Reserva), Aguardando Descomissionamento | 1      |
| Convertido em navio de treinamento atracado    | 2      |
| Inativo ou desativado e atingido               | 24     |
| Eliminado pela reciclagem submarina            | 11     |
| Total                                          | 62     |

A classe conta com um total de 62 submarinos divididos em três versões da seguinte forma:
- 31 × versão I
- 8 × versão  II com VLS
- 23 × versão III 688i (melhorado)

| Nome                                 | Número do casco  | Versão               | Construtor                                     | Encomendado             | Batimento de quilha     | Lançado                 | Comissionado            | Desativado              | Vida de serviço             | Status                                                                                | Página Homeport/ NVR |
| ------------------------------------ | ---------------- | -------------------- | ---------------------------------------------- | ----------------------- | ----------------------- | ----------------------- | ----------------------- | ----------------------- | --------------------------- | ------------------------------------------------------------------------------------- | -------------------- |
| Los Angeles                          | SSN-688          | I                    | Construção naval de Newport News, Newport News | 8 de janeiro de 1971    | 8 de janeiro de 1972    | 6 de abril de 1974      | 13 de novembro de 1976  | 4 de fevereiro de 2011  | 34 anos, 2 meses e 22 dias  | Desativado                                                                            | N/A                  |
| Baton Rouge                          | SSN-689          | I                    | Construção naval de Newport News, Newport News | 8 de janeiro de 1971    | 18 de novembro de 1972  | 26 de abril de 1975     | 25 de junho de 1977     | 13 de janeiro de 1995   | 17 anos, 6 meses e 19 dias  | Desativado                                                                            | N/A                  |
| Filadélfia                           | SSN-690          | I                    | Barco elétrico da General Dynamics, Groton     | 8 de janeiro de 1971    | 12 de agosto de 1972    | 19 de outubro de 1974   | 25 de junho de 1977     | 25 de junho de 2010     | 33 anos, 0 meses e 0 dias   | Desativado                                                                            | N/A                  |
| Mênfis                               | SSN-691          | I                    | Construção naval de Newport News, Newport News | 4 de fevereiro de 1971  | 23 de junho de 1973     | 3 de abril de 1976      | 17 de dezembro de 1977  | 1º de abril de 2011     | 33 anos, 3 meses e 15 dias  | Desativado                                                                            | N/A                  |
| Omaha                                | SSN-692          | I                    | Barco elétrico da General Dynamics, Groton     | 31 de janeiro de 1971   | 27 de janeiro de 1973   | 21 de fevereiro de 1976 | 11 de março de 1978     | 5 de outubro de 1995    | 17 anos, 6 meses e 24 dias  | Desativado                                                                            | N/A                  |
| Cincinnati                           | SSN-693          | I                    | Construção naval de Newport News, Newport News | 4 de fevereiro de 1971  | 6 de abril de 1974      | 19 de fevereiro de 1977 | 11 de março de 1978     | 29 de julho de 1996     | 18 anos, 4 meses e 18 dias  | Desativado                                                                            | N/D                  |
| Groton                               | SSN-694          | I                    | Barco elétrico da General Dynamics, Groton     | 31 de janeiro de 1971   | 3 de agosto de 1973     | 9 de outubro de 1976    | 8 de julho de 1978      | 7 de novembro de 1997   | 19 anos, 3 meses e 30 dias  | Desativado                                                                            | N/D                  |
| Birmingham                           | SSN-695          | I                    | Construção naval de Newport News, Newport News | 24 de janeiro de 1972   | 26 de abril de 1975     | 29 de outubro de 1977   | 16 de dezembro de 1978  | 22 de dezembro de 1997  | 19 anos e 6 dias (0 meses)  | Desativado                                                                            | N/A                  |
| Cidade de Nova York                  | SSN-696          | I                    | General Dynamics, Groton                       | 24 de janeiro de 1972   | 15 de dezembro de 1973  | 18 de junho de 1977     | 3 de março de 1979      | 30 de abril de 1997     | 18 anos, 1 mês e 27 dias    | Desativado                                                                            | N/A                  |
| Indianápolis                         | SSN-697          | I                    | General Dynamics, Groton                       | 24 de janeiro de 1972   | 19 de outubro de 1974   | 30 de julho de 1977     | 5 de janeiro de 1980    | 22 de dezembro de 1998  | 18 anos, 11 meses e 17 dias | Desativado                                                                            | N/A                  |
| Bremerton                            | SSN-698          | I                    | General Dynamics, Groton                       | 24 de janeiro de 1972   | 8 de maio de 1976       | 22 de julho de 1978     | 28 de março de 1981     | 21 de maio de 2021      | 40 anos, 1 mês e 23 dias    | Desativado                                                                            | N/A                  |
| Jacksonville                         | SSN-699          | I                    | General Dynamics, Groton                       | 24 de janeiro de 1972   | 21 de fevereiro de 1976 | 18 de novembro de 1978  | 16 de maio de 1981      | 16 de novembro de 2021  | 40 anos e 6 meses           | Desativado                                                                            | N/A                  |
| Dallas                               | SSN-700          | I                    | General Dynamics, Groton                       | 31 de janeiro de 1973   | 9 de outubro de 1976    | 28 de abril de 1979     | 18 de julho de 1981     | 4 de abril de 2018      | 36 anos, 8 meses e 17 dias  | Desativado                                                                            | N/A                  |
| La Jolla                             | SSN-701/ MTS-701 | I                    | General Dynamics, Groton                       | 10 de dezembro de 1973  | 16 de outubro de 1976   | 11 de agosto de 1979    | 24 de outubro de 1981   | 15 de novembro de 2019  | 38 anos e 22 dias           | Convertido em navio-escola atracado para a Escola de Energia Nuclear a partir de 2020 | Charleston, SC       |
| Fénix                                | SSN-702          | I                    | General Dynamics, Groton                       | 31 de outubro de 1973   | 30 de julho de 1977     | 8 de dezembro de 1979   | 19 de dezembro de 1981  | 29 de julho de 1998     | 16 anos, 7 meses e 10 dias  | Desativado                                                                            | N/A                  |
| Boston                               | SSN-703          | I                    | General Dynamics, Groton                       | 10 de dezembro de 1973  | 11 de agosto de 1978    | 19 de abril de 1980     | 30 de janeiro de 1982   | 19 de novembro de 1999  | 17 anos, 9 meses e 20 dias  | Desativado                                                                            | N/A                  |
| Baltimore                            | SSN-704          | I                    | General Dynamics, Groton                       | 31 de outubro de 1973   | 21 de maio de 1979      | 13 de dezembro de 1980  | 24 de julho de 1982     | 10 de julho de 1998     | 15 anos, 11 meses e 16 dias | Desativado                                                                            | N/A                  |
| Cidade de Corpus Christi             | SSN-705          | I                    | General Dynamics, Groton                       | 31 de outubro de 1973   | 4 de setembro de 1979   | 25 de abril de 1981     | 8 de janeiro de 1983    | 3 de agosto de 2017     | 34 anos, 6 meses e 26 dias  | Desativado                                                                            | N/D                  |
| Albuquerque                          | SSN-706          | I                    | General Dynamics, Groton                       | 31 de outubro de 1973   | 27 de dezembro de 1979  | 13 de março de 1982     | 21 de maio de 1983      | 27 de fevereiro de 2017 | 33 anos, 9 meses e 6 dias   | Desativado                                                                            | N/A                  |
| Portsmouth                           | SSN-707          | I                    | General Dynamics, Groton                       | 10 de dezembro de 1973  | 8 de maio de 1980       | 18 de setembro de 1982  | 1º de outubro de 1983   | 10 de setembro de 2004  | 20 anos, 11 meses e 9 dias  | Desativado                                                                            | N/D                  |
| Minneapolis-Saint Paul               | SSN-708          | I                    | General Dynamics, Groton                       | 31 de outubro de 1973   | 20 de janeiro de 1981   | 19 de março de 1983     | 10 de março de 1984     | 28 de agosto de 2008    | 24 anos, 5 meses e 18 dias  | Desativado                                                                            | N/D                  |
| Hyman G. Rickover (ex- Providência ) | SSN-709          | I                    | General Dynamics, Groton                       | 10 de dezembro de 1973  | 24 de julho de 1981     | 27 de agosto de 1983    | 21 de julho de 1984     | 14 de dezembro de 2006  | 22 anos, 4 meses e 23 dias  | Desativado                                                                            | N/D                  |
| Augusta                              | SSN-710          | I                    | General Dynamics, Groton                       | 10 de dezembro de 1973  | 1º de abril de 1983     | 21 de janeiro de 1984   | 19 de janeiro de 1985   | 11 de fevereiro de 2009 | 24 anos e 23 dias (0 meses) | Desativado                                                                            | N/D                  |
| São Francisco                        | SSN-711/ MTS-711 | I                    | Construção naval de Newport News, Newport News | 1º de agosto de 1975    | 26 de maio de 1977      | 27 de outubro de 1979   | 24 de abril de 1981     | 5 de maio de 2022       | 41 anos e 21 dias           | Convertido em navio-escola atracado para a Escola de Energia Nuclear a partir de 2021 | Charleston, SC       |
| Atlanta                              | SSN-712          | I                    | Construção naval de Newport News, Newport News | 1º de agosto de 1975    | 17 de agosto de 1978    | 16 de agosto de 1980    | 6 de março de 1982      | 16 de dezembro de 1999  | 17 anos, 9 meses e 10 dias  | Desativado                                                                            | N/D                  |
| Houston                              | SSN-713          | I                    | Construção naval de Newport News, Newport News | 1º de agosto de 1975    | 29 de janeiro de 1979   | 21 de março de 1981     | 25 de setembro de 1982  | 26 de agosto de 2016    | 33 anos, 11 meses e 1 dia   | Desativado                                                                            | N/A                  |
| Norfolk                              | SSN-714          | I                    | Construção naval de Newport News, Newport News | 20 de fevereiro de 1976 | 1º de agosto de 1979    | 31 de outubro de 1981   | 21 de maio de 1983      | 11 de dezembro de 2014  | 31 anos, 6 meses e 20 dias  | Desativado                                                                            | N/A                  |
| Búfalo                               | SSN-715          | I                    | Construção naval de Newport News, Newport News | 23 de fevereiro de 1976 | 25 de janeiro de 1980   | 8 de maio de 1982       | 5 de novembro de 1983   | 30 de janeiro de 2019   | 35 anos, 2 meses e 25 dias  | Desativado                                                                            | N/A                  |
| Cidade do Lago Salgado               | SSN-716          | I                    | Construção naval de Newport News, Newport News | 15 de setembro de 1977  | 26 de agosto de 1980    | 16 de outubro de 1982   | 12 de maio de 1984      | 15 de janeiro de 2006   | 21 anos, 8 meses e 3 dias   | Desativado                                                                            | N/A                  |
| Olímpia                              | SSN-717          | I                    | Construção naval de Newport News, Newport News | 15 de setembro de 1977  | 31 de março de 1981     | 30 de abril de 1983     | 17 de novembro de 1984  | 5 de fevereiro de 2021  | 36 anos, 2 meses e 19 dias  | Desativado                                                                            | N/A                  |
| Honolulu                             | SSN-718          | I                    | Construção naval de Newport News, Newport News | 15 de setembro de 1977  | 10 de novembro de 1981  | 24 de setembro de 1983  | 6 de julho de 1985      | 2 de novembro de 2007   | 22 anos, 4 meses e 27 dias  | Desativado                                                                            | N/D                  |
| Providência                          | SSN-719          | II com VLS           | General Dynamics, Groton                       | 16 de abril de 1979     | 14 de outubro de 1982   | 4 de agosto de 1984     | 27 de julho de 1985     | 22 de agosto de 2022    | 37 anos e 26 dias           | Desativado                                                                            | N/A                  |
| Pitsburgo                            | SSN-720          | II com VLS           | General Dynamics, Groton                       | 16 de abril de 1979     | 15 de abril de 1983     | 8 de dezembro de 1984   | 23 de novembro de 1985  | 15 de abril de 2020     | 34 anos, 4 meses e 23 dias  | Desativado                                                                            | N/A                  |
| Chicago                              | SSN-721          | II com VLS           | Construção naval de Newport News, Newport News | 13 de agosto de 1981    | 5 de janeiro de 1983    | 13 de outubro de 1984   | 27 de setembro de 1986  | 21 de julho de 2023     | 36 anos, 9 meses e 24 dias  | Desativado                                                                            | N/A                  |
| Key West                             | SSN-722          | II com VLS           | Construção naval de Newport News, Newport News | 13 de agosto de 1981    | 6 de julho de 1983      | 20 de julho de 1985     | 12 de setembro de 1987  | Proposta para 2023      |                             | Desativado                                                                            | Bremerton, WA        |
| Cidade de Oklahoma                   | SSN-723          | II com VLS           | Construção naval de Newport News, Newport News | 13 de agosto de 1981    | 4 de janeiro de 1984    | 2 de novembro de 1985   | 9 de julho de 1988      | 9 de setembro de 2022   | 34 anos e 2 meses           | Desativado                                                                            | N/A                  |
| Louisville                           | SSN-724          | II com VLS           | General Dynamics, Groton                       | 11 de fevereiro de 1982 | 24 de setembro de 1984  | 14 de dezembro de 1985  | 8 de novembro de 1986   | 9 de março de 2021      | 34 anos, 4 meses e 1 dia    | Desativado                                                                            | N/D                  |
| Helena                               | SSN-725          | II com VLS           | General Dynamics, Groton                       | 19 de abril de 1982     | 28 de março de 1985     | 28 de junho de 1986     | 11 de julho de 1987     | 25 de julho de 2025     | 38 anos e 16 dias           | Desativado                                                                            | Norfolk, Virgínia    |
| Notícias de Newport                  | SSN-750          | II com VLS           | Construção naval de Newport News, Newport News | 19 de abril de 1982     | 3 de março de 1984      | 15 de março de 1986     | 3 de junho de 1989      | Proposta para 2026      |                             | Ativo                                                                                 | Groton, CT           |
| São João                             | SSN-751          | III 688i (melhorado) | General Dynamics, Groton                       | 30 de novembro de 1982  | 9 de agosto de 1985     | 6 de dezembro de 1986   | 6 de agosto de 1988     | Proposta para 2024      |                             | Ativo                                                                                 | Groton, CT           |
| Pasadena                             | SSN-752          | III 688i (melhorado) | General Dynamics, Groton                       | 30 de novembro de 1982  | 20 de dezembro de 1985  | 12 de setembro de 1987  | 11 de fevereiro de 1989 | Proposta para 2025      | Ativo                       | Norfolk, Virgínia                                                                     |                      |
| Albany                               | SSN-753          | III 688i (melhorado) | Construção naval de Newport News, Newport News | 29 de novembro de 1983  | 22 de abril de 1985     | 13 de junho de 1987     | 7 de abril de 1990      |                         | Ativo                       | Norfolk, Virgínia                                                                     |                      |
| Topeka                               | SSN-754          | III 688i (melhorado) | General Dynamics, Groton                       | 28 de novembro de 1983  | 13 de maio de 1986      | 23 de janeiro de 1988   | 21 de outubro de 1989   | Proposta para 2024      | Ativo                       | Pearl Harbor, HI                                                                      |                      |
| Miami                                | SSN-755          | III 688i (melhorado) | General Dynamics, Groton                       | 28 de novembro de 1983  | 24 de outubro de 1986   | 12 de novembro de 1988  | 30 de junho de 1990     | 28 de março de 2014     | 23 anos, 8 meses e 28 dias  | Desativado                                                                            | N/D                  |
| Scranton                             | SSN-756          | III 688i (melhorado) | Construção naval de Newport News, Newport News | 26 de novembro de 1984  | 29 de agosto de 1986    | 3 de julho de 1989      | 26 de janeiro de 1991   | Proposta para 2026      |                             | Ativo                                                                                 | San Diego, CA        |
| Alexandria                           | SSN-757          | III 688i (melhorado) | General Dynamics, Groton                       | 26 de novembro de 1984  | 19 de junho de 1987     | 23 de junho de 1990     | 29 de junho de 1991     | Proposta para 2026      | Ativo                       | San Diego, CA                                                                         |                      |
| Asheville                            | SSN-758          | III 688i (melhorado) | Construção naval de Newport News, Newport News | 26 de novembro de 1984  | 9 de janeiro de 1987    | 24 de fevereiro de 1990 | 28 de setembro de 1991  |                         | Ativo                       | Porto de Apra, GU                                                                     |                      |
| Cidade de Jefferson                  | SSN-759          | III 688i (melhorado) | Construção naval de Newport News, Newport News | 26 de novembro de 1984  | 21 de setembro de 1987  | 17 de agosto de 1990    | 29 de fevereiro de 1992 |                         | Ativo                       | Porto de Apra, GU                                                                     |                      |
| Anápolis                             | SSN-760          | III 688i (melhorado) | General Dynamics, Groton                       | 21 de março de 1986     | 15 de junho de 1988     | 18 de maio de 1991      | 11 de abril de 1992     | Proposta para 2027      | Ativo                       | Porto de Apra, GU                                                                     |                      |
| Springfield                          | SSN-761          | III 688i (melhorado) | General Dynamics, Groton                       | 21 de março de 1986     | 29 de janeiro de 1990   | 4 de janeiro de 1992    | 9 de janeiro de 1993    |                         | Ativo                       | Porto de Apra, GU                                                                     |                      |
| Colombo                              | SSN-762          | III 688i (melhorado) | General Dynamics, Groton                       | 21 de março de 1986     | 9 de janeiro de 1991    | 1º de agosto de 1992    | 24 de julho de 1993     |                         | Ativo                       | Pearl Harbor, HI                                                                      |                      |
| Santa Fé                             | SSN-763          | III 688i (melhorado) | General Dynamics, Groton                       | 21 de março de 1986     | 9 de julho de 1991      | 12 de dezembro de 1992  | 8 de janeiro de 1994    |                         | Ativo                       | San Diego, CA                                                                         |                      |
| Boise                                | SSN-764          | III 688i (melhorado) | Construção naval de Newport News, Newport News | 6 de fevereiro de 1987  | 25 de agosto de 1988    | 23 de março de 1991     | 7 de novembro de 1992   |                         | Ativo                       | Norfolk, Virgínia                                                                     |                      |
| Montpelier                           | SSN-765          | III 688i (melhorado) | Construção naval de Newport News, Newport News | 6 de fevereiro de 1987  | 19 de maio de 1989      | 23 de agosto de 1991    | 13 de março de 1993     | Ativo                   | Norfolk, Virgínia           |                                                                                       |                      |
| Charlotte                            | SSN-766          | III 688i (melhorado) | Construção naval de Newport News, Newport News | 6 de fevereiro de 1987  | 17 de agosto de 1990    | 3 de outubro de 1992    | 16 de setembro de 1994  | Ativo                   | Pearl Harbor, HI            |                                                                                       |                      |
| Hampton                              | SSN-767          | III 688i (melhorado) | Construção naval de Newport News, Newport News | 6 de fevereiro de 1987  | 2 de março de 1990      | 3 de abril de 1992      | 6 de novembro de 1993   | Ativo                   | San Diego, CA               |                                                                                       |                      |
| Hartford                             | SSN-768          | III 688i (melhorado) | General Dynamics, Groton                       | 30 de junho de 1988     | 22 de fevereiro de 1992 | 4 de dezembro de 1993   | 10 de dezembro de 1994  | Ativo                   | Groton, CT                  |                                                                                       |                      |
| Toledo                               | SSN-769          | III 688i (melhorado) | Construção naval de Newport News, Newport News | 10 de junho de 1988     | 6 de maio de 1991       | 28 de agosto de 1993    | 24 de fevereiro de 1995 | Ativo                   | Groton, Connecticut         |                                                                                       |                      |
| Tucson                               | SSN-770          | III 688i (melhorado) | Construção naval de Newport News, Newport News | 10 de junho de 1988     | 15 de agosto de 1991    | 20 de março de 1994     | 18 de agosto de 1995    | Ativo                   | Pearl Harbor, HI            |                                                                                       |                      |
| Colômbia                             | SSN-771          | III 688i (melhorado) | General Dynamics, Groton                       | 14 de dezembro de 1988  | 21 de abril de 1993     | 24 de setembro de 1994  | 9 de outubro de 1995    | Ativo                   | Pearl Harbor, HI            |                                                                                       |                      |
| Greenville                           | SSN-772          | III 688i (melhorado) | Construção naval de Newport News, Newport News | 14 de dezembro de 1988  | 28 de fevereiro de 1992 | 17 de setembro de 1994  | 16 de fevereiro de 1996 | Ativo                   | Pearl Harbor, HI            |                                                                                       |                      |
| Cheyenne                             | SSN-773          | III 688i (melhorado) | Construção naval de Newport News, Newport News | 28 de novembro de 1989  | 6 de julho de 1992      | 16 de abril de 1995     | 13 de setembro de 1996  | Ativo                   | Pearl Harbor, HI            |                                                                                       |                      |